# Nam Lương
Nam Lương (397 – 414) là một nước trong thời Ngũ Hồ Thập lục quốc do Thốc Phát Ô Cô người tộc Tiên Ti ở Hà Tây kiến lập ở khu vực Thanh Hải.